# 브룩 프레이저
브룩 프레이저(Brooke Fraser, 1983년 12월 15일 ~ )는 뉴질랜드의 싱어송라이터이다.